# Société occitane d'électronique
La Société occitane d'électronique (SOE) est une société française de développement et d'édition de jeu vidéo, active entre 1976 et 1980.

## Histoire
La SOE est créée en fin 1975  à Toulouse par Jean-Luc Grand-Clément (il venait de Motorola France). Son chiffre d'affaires est de 8 millions de francs en 1977, 20 millions en 1978. Tag International, en 1978, acquiert 51 % du capital, la Société générale 13 %. La SOE dépose le bilan en 1980.
Dans un contexte de développement très important du marché des consoles entre 1976 et 1980 (plus de 700 références en 1977), la SOE put produire jusqu'à 350 appareils 6-jeux par jour.   
En mai 1979, le ministère de l'Éducation nationale lance un appel d'offres pour une opération baptisée « 10 000 micros dans l'Enseignement ». La SOE fait partie des deux sociétés sélectionnées en présentant le micro ordinateur X1,. Le X1 est présenté ainsi : « Le micro-ordinateur français d'OCCITANE ELECTRONIQUE X1 est un système évolutif orienté gestion, et conçu pour des non-informaticiens. Clavier AZERTY. Écran phosphore vert traité anti-reflets de 1920 caractères. Mémoire centrale 32K à 48K modulaire. Mini-disquettes de 5", disquettes 8", disques durs. Connectable à différentes imprimantes suivant le type d'édition demandé. Les BASIC les plus performants : Interprété au Compilé. Logiciels standards d'application : comptabilité, paie, traitement de texte, etc... »
Au moment du dépôt de bilan en 1980, 600 machines avaient été livrées dont 300 dans les lycées.

## Liste des consoles
- OC-4, 1976
- Occitel, 1976
- Match Junior, 1977
- Match Junior Automate, 1977
- Match Robot, 1977
- OC-5000, 1977
- Occitel 003 Télé Balle 4, 1978
- Occitel 003 Télé Balle 8, 1978
- OC-6000, 1978

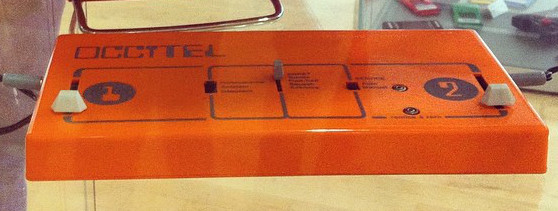
Une console Occitel.

- OC-2000 Video Système couleur, 1978
- OC-2000, 1979[7]